# 感化
| ウィキペディアには「感化」という見出しの百科事典記事はありません（タイトルに「感化」を含むページの一覧/「感化」で始まるページの一覧）。 代わりにウィクショナリーのページ「感化」が役に立つかもしれません。 |